# Mitsuharu Misawa
Mitsuharu Misawa (三沢 光晴 Misawa Mitsuharu?) (Koshiyaga, Saitama; 18 de junio de 1962-13 de junio de 2009) fue un luchador profesional japonés. Obtuvo fama en sus inicios luchando para la All Japan Pro Wrestling. Hasta su muerte, manejó y luchó para Pro Wrestling NOAH.
Es considerado por críticos y fanáticos como uno de los mejores luchadores de la historia. Su encuentro contra Toshiaki Kawada en el Nippon Budokan del 3 de junio de 1994 es considerado como el mejor combate de la historia de la lucha libre.

## Vida privada
Misawa nació en Yūbari, Hokkaidō, pero pronto se fue con su familia a Koshiyaga, Saitama. Fue fan de la lucha libre profesional desde muy joven, especialmente de All Japan, y quiso dejar la escuela para empezar su entrenamiento. Sin embargo, durante un encuentro con Jumbo Tsuruta, se convence de seguir estudiando al menos hasta su graduación de secundaria, y así lo hizo. Fue a la secundaria Ashikaga-kodai en Tochigi, y fue compañero de su futuro rival Toshiaki Kawada, quien solo era un año menor que él.
Aparte de esto, poco se sabe de la vida de Misawa. Se dice que mantenía su vida privada al punto que luchadores que lo conocían hace décadas no sabían que tenía hijos. Dejó al menos un hermano mayor, su esposa, Mayumi (la ahora accionista mayoritaria en Pro Wrestling NOAH), y al menos un hijo, incluyendo una hija llamada Kaede. Se dice que fue un gran fanático de los videojuegos, y en una ocasión le confesó a la revista Famitsu una lista de sus videojuegos favoritos.

## Carrera
Misawa fue un exitoso luchador amateur. Compitiendo en la categoría juvenil, obtuvo el quinto lugar en 1980 en un campeonato mundial de lucha estilo libre. Misawa fue entrenado como luchador profesional por Dick "The Destroyer" Beyer, Shohei Baba, y Dory Funk, Jr. e hizo su debut el 21 de agosto de 1981 para All Japan Pro Wrestling. En sus comienzos, Misawa luchó como Tiger Mask II, ya que All-Japan compró los derechos del gimmick de Tiger Mask (originalmente usado por New-Japan). El 17 de mayo,de 1990, durante una lucha en parejas con Yoshiaki Yatsu y Hiromichi Fuyuki, le ordenó a su compañero(y futuro rival) Toshiaki Kawada desenmascararlo, con lo cual abandonó su gimmick de Tiger Mask.
Semanas después, el 8 de junio Misawa derrota a Jumbo Tsuruta en su primer "main event" en el Nippon Budōkan; esta pelea es vista como el punto en el cual Misawa logra convertirse en una nueva estrella en All Japan. Misawa tuvo su primera oportunidad por la Triple Crown en julio, perdiendo ante Stan Hansen en una pelea que buscaba retador para los títulos vacantes que dejó Terry Gordy. Después de perder ante Jumbo en una revancha el 1 de septiembre, hace equipo con Toshiaki Kawada para obtener el tercer lugar en el Real World Tag League, derrotado al equipo de Jumbo & Akira Taue en el día final.
Misawa peleó nuevamente por la Triple Crown en abril, pero cayó ante Tsuruta por segunda vez. Misawa continuó su ascenso durante el 1991, derrotando a Terry Gordy en los meses sucesivos de junio y julio, la segunda ocasión por los títulos en parejas, con lo cual él y su compañero Kawada se convierten en campeones al derrotar a Gordy y Steve Williams. La pareja hizo su primera defensa contra el equipo de Tsuruta y Taue ese 30 de septiembre en el Nippon Budokan, con Misawa históricamente haciendo rendir a Jumbo para ganar la lucha.Luego de esto Misawa deminó All Japan Pro Wrestling durante los 90, con múltiples reinados de la Triple Crown y el título AJPW World Tag Team, además de feudos con Kawada, Kenta Kobashi, Jun Akiyama, Taue, y Williams a lo largo de la década de los 90.

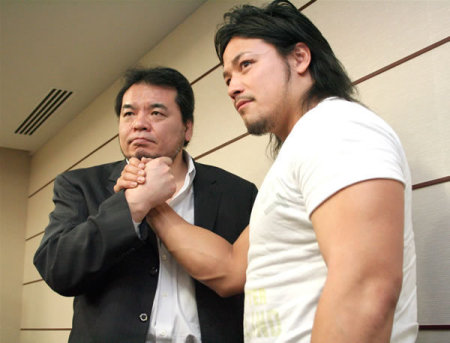
Misawa con Go Shiozaki.

Luego de la muerte del presidente y booker de AJPW, Giant Baba, Misawa heredó su posición de presidente. Después de desacuerdos con la viuda de Baba y ser removido de su posición por una junta de directivos en el 2000, Misawa deja All Japan Pro Wrestling en mayo de 2000; seguido por todos excepto los luchadores nacionales (Toshiaki Kawada y Masanobu Fuchi) y los extranjeros (Stan Hansen & Maunakea Mossman) para formar Pro Wrestling NOAH. NOAH debuta el 5 y 6 de agosto de 2000 con los shows, presentando a los 24 luchadores que renunciaron de All-Japan. El 18 de julio de 2004, Misawa vuelve a All-Japan y derrota a Satoshi Kojima en Battle Banquet; volvería una vez más el 31 de octubre de ese año para el evento pay-per-view Keiji Mutoh: Love and Bump, donde él (junto con Keiji Mutoh) derrotan a Hiroshi Hase y Kensuke Sasaki en el denominado "Special Dream Tag Match."
En enero del 2004, Misawa y su viejo compañero Yoshinari Ogawa regresan el GHC Tag Team Championship a NOAH de la pareja de New Japan Pro Wrestling Yuji Nagata & Hiroshi Tanahashi. En el Nippon Budokan, el 10 de diciembre de 2006, derrota a Naomichi Marufuji para ganar su tercer GHC Heavyweight Championship. Misawa ha defendido el GHC Heavyweight Championship contra el excampeón del título mundial de ROH Takeshi Morishima, Takuma Sano, así como contra el gaijin Bison Smith. Misawa retiene su título por cuarta vez luego de derrotar a Akira Taue con una variante del Emerald Frosion. El 25 de agosto de 2007 se anuncia que Misawa estaría el 2 y 3 de noviembre en la cartelera del evento de Ring of Honor "Glory by Honor" en Filadelfia y Nueva York respectivamente.
El 27 de octubre de 2007, Misawa defiende su título contra Samoa Joe. La semana siguiente, Misawa viaja a los Estados Unidos para luchar en el evento Glory by Honor VI de Ring of Honor. La primera noche, hace equipo con KENTA para enfrentar a Takeshi Morishima y Naomichi Marufuji, en una lucha que terminó en empate luego de que terminaran los 30 minutos de lucha. La noche siguiente, retiene el GHC Championship en una lucha contra KENTA.
El 2 de marzo de 2008, Misawa es derrotado por Takeshi Morishima por el GHC Heavyweight Championship, terminando con su reinado de 16 meses.

## Fallecimiento
El 13 de junio de 2009 Misawa hacía equipo con Go Shiozaki contra Bison Smith y Akitoshi Saito en un encuentro celebrado en el Hiroshima Green Arena. En el transcurso de la lucha, luego de recibir un belly to back suplex, Misawa quedó inconsciente en medio del ring, fue llevado al hospital, donde fue declarado muerto unas horas después. La causa de su muerte se debió a una lesión en la médula espinal.

## En lucha
- Movimientos finales
  - Emerald Flowsion (Sitout front slam, a veces desde una posición elevada) - innovado
  - Emerald Flowsion Kai (Vertical suplex sitout front slam) - innovado
  - Tiger Driver (Sitout double underhook powerbomb, a veces desde una posición elevada) - innovado
  - Tiger Driver '91 (Falling double underhook ganso bomb)
  - Tiger Body Press (Frog splash)

- Movimientos de firma
  - Rolling Elbow (Discus elbow smash)
  - Enzu Elbow (Elbow smash a la nuca de un oponente sentado)
  - Elbow Suicida (Suicide dive elbow smash) - innovado
  - Varios tipos de suplex:
    - Tiger Suplex (Bridging double chickenwing)
    - Tiger Suplex '85 (Three-quarter Nelson) - innovado
    - Wrist-clutch chickenwing - innovado
    - German
    - Full Nelson

  - Crossface
  - Handspring camel clutch
  - Monkey flip
  - Discus lariat
  - Running elbow smash

## Campeonatos y logros
- All Japan Pro Wrestling
  - AJPW All Asia Tag Team Championship – con Kenta Kobashi (1) y Yoshinari Ogawa (1)
  - AJPW Triple Crown Heavyweight Championship (5 veces)
  - AJPW Unified World Tag Team Championship (6 veces) – con Toshiaki Kawada (2), Kenta Kobashi (2), Jun Akiyama (1) y Yoshinari Ogawa (1)
  - NWA International Junior Heavyweight Championship (1 vez)
  - PWF World Tag Team Championship (1 vez) – con Jumbo Tsuruta
  - Champion's Carnival (1995, 1998)
  - World's Strongest Tag Team League (1992) – con Toshiaki Kawada
  - World's Strongest Tag Team League (1993, 1994, 1995) – con Kenta Kobashi
- Pro Wrestling Noah
  - GHC Heavyweight Championship (3 veces)
  - GHC Tag Team Championship (2 veces) – con Yoshinari Ogawa
  - Global Tag League (2009) – con Go Shiozaki
- Pro Wrestling Illustrated
  - PWI situado como # 2 de los 500 mejores luchadores PWI 500 en 1997.
  - PWI situado como #37 de los 500 mejores luchadores durante los "PWI Years" el 2003.
- Wrestling Observer Newsletter awards
  - Pelea 5 estrellas (1985) vs. Kuniaki Kobayashi el 9 de marzo
  - Pelea 5 estrellas (1990) vs. Jumbo Tsuruta el 8 de junio
  - Pelea 5 estrellas (1990) con Toshiaki Kawada y Kenta Kobashi vs. Jumbo Tsuruta, Akira Taue y Masanobu Fuchi el 19 de octubre
  - Pelea 5 estrellas (1991) con Toshiaki Kawada y Kenta Kobashi vs. Jumbo Tsuruta, Akira Taue y Masanobu Fuchi el 20 de abril
  - Pelea 5 estrellas (1992) con Kenta Kobashi y Toshiaki Kawada vs. Jumbo Tsuruta, Akira Taue y Masanobu Fuchi el 22 de mayo
  - Pelea 5 estrellas (1993) com Kenta Kobashi y Jun Akiyama vs. Toshiaki Kawada, Akira Taue y Yoshinari Ogawa el 2 de julio
  - Pelea 5 estrellas (1993) con Kenta Kobashi vs. Akira Taue y Toshiaki Kawada el 3 de diciembre
  - Pelea 5 estrellas (1994) con Kenta Kobashi y Giant Baba vs. Masanobu Fuchi, Toshiaki Kawada y Akira Taue el 13 de febrero
  - Pelea 5 estrellas (1994) con Kenta Kobashi vs. Akira Taue y Toshiaki Kawada el 21 de mayo
  - Pelea 6 estrellas (1994) vs. Toshiaki Kawada el 3 de junio
  - Pelea 5 estrellas (1995) con Kenta Kobashi vs. Akira Taue y Toshiaki Kawada el 21 de enero
  - Pelea 5 estrellas (1995) con Kenta Kobashi vs. Steve Williams y Johnny Ace el 4 de marzo
  - Pelea 5 estrellas (1995) vs. Akira Taue el 15 de abril
  - Pelea 5 estrellas (1995) con Kenta Kobashi vs. Akira Taue y Toshiaki Kawada el 9 de junio
  - Pelea 5 estrellas (1995) con Kenta Kobashi y Satoru Asako vs. Toshiaki Kawada, Akira Taue y Tamon Honda el 30 de junio
  - Pelea 5 estrellas (1996) con Jun Akiyama vs. Toshiaki Kawada y Akira Taue el 23 de mayo
  - Pelea 5 estrellas (1996) con Jun Akiyama vs. Steve Williams y Johnny Ace el 7 de junio
  - Pelea 5 estrellas (1996) con Jun Akiyama vs. Toshiaki Kawada y Akira Taue el 6 de diciembre
  - Pelea 5 estrellas (1997) vs. Toshiaki Kawada el 6 de junio
  - Pelea 5 estrellas (1997) con Jun Akiyama vs. Toshiaki Kawada y Akira Taue el 5 de diciembre
  - Pelea 5 estrellas (1998) vs. Kenta Kobashi el 31 de octubre
  - Pelea 5 estrellas (1999) vs. Kenta Kobashi el 11 de junio
  - Pelea 5 estrellas (1999) con Yoshinari Ogawa vs. Kenta Kobashi y Jun Akiyama el 23 de octubre
  - Pelea 5 estrellas (2003) vs. Kenta Kobashi el 1 de marzo
  - Best Flying Wrestler (1985, 1986)
  - Best Wrestling Maneuver (1985) Topé con Giro
  - Feudo del año (1990, 1991) vs. Jumbo Tsuruta
  - Pelea del año (1985) vs. Kuniaki Kobayashi on June 12, Tokio, Japón
  - Pelea del año (1996) with Jun Akiyama vs. Steve Williams and Johnny Ace on June 7, Tokio, Japón
  - Pelea del año (1998) vs. Kenta Kobashi on October 31, Tokio, Japón
  - Pelea del año (1999) vs. Kenta Kobashi on June 11, Tokio, Japón
  - Pelea del año (2003) vs. Kenta Kobashi on March 1, Tokio, Japón
  - Most Outstanding Wrestler (1997, 1999)
  - Most Underrated Wrestler (1988)
  - Tag Team of the Year (1991) con Toshiaki Kawada
  - Tag Team of the Year (1995) with Kenta Kobashi
  - Tag Team of the Year (1996, 1997) with Jun Akiyama
  - Wrestler of the Year (1995, 1997, 1999)
  - Wrestling Observer Newsletter Hall of Fame (Clase de 1996)